# جوزف کانولی (نویسنده)
جوزف کانولی (به انگلیسی: Joseph Connolly) (زاده ۲۳ مارس ۱۹۵۰) یک روزنامه‌نگار، رمان‌نویس، نویسنده غیر داستانی و کتاب‌شناس انگلیسی است.

## زندگی‌نامه
برای سالهای طولانی کانولی صاحب کتابفروشی فلاسک (به انگلیسی: The Flask) در همپستد، لندن بود. او نوشتن داستان را در میان سالگی شروع کرد، امروزه بیشتر بخاطر رمان‌های طنزش، به ویژه در فرانسه، که آثارش توسط آلن دوفوسه ترجمه شده‌است، شناخته می‌شود. وی همچنین در انتشارات تایمز و در کارهای مختلف مشارکت دارد.
کانولی همچنان در همپستد زندگی می‌کند.

## رمان‌ها
- روحهای فقیر (۱۹۹۵)
- این است که (۱۹۹۶)
- چیزها (۱۹۹۷)
- چیزهایی که (۱۹۹۸) (در سال ۲۰۰۲ در فرانسه توسط میشل بلان فیلمی از به نام چیزهای تابستانی با بازی شارلوت رمپلینگ، ژاک دوترون و کارول بوکه ساخته شد).
- وقفه‌های زمستانی (۱۹۹۹)
- نمی‌تواند ادامه یابد (۲۰۰۰)
- اس او اس (۲۰۰۱)
- آثار (۲۰۰۳)
- عشق عجیب است (۲۰۰۵)
- جک لاد و ماد خونین (۲۰۰۷)
- لین انگلیس(۲۰۱۲)
- پسران و دختران (۲۰۱۴)
- سبک (۲۰۱۵)
- این ۶۴ است(۲۰۱۷)

رمان‌های او توسط فابر و فابر منتشر شده‌است به جز لاین انگلیس، پسران و دختران، سبک و این ۶۴ است که توسط کوئرکوس منتشر شده‌است.

## غیر داستانی
- جمع‌آوری نسخه‌های نوین اول (۱۹۷۷) (اثری استاندارد در گردآوری کتاب)
- چاپ اول مدرن: ارزش آنها برای جمع آوران (۱۹۸۴)
- چاپ اول مدرن کودکان: ارزش آنها برای جمع آوران (۱۹۸۸)
- پی.جی. وودهاوس (۱۹۷۹) (بیوگرافی)
- جروم K. جروم (۱۹۸۲) (بیوگرافی)
- کنار ساحل (۱۹۹۹)
- همه شوک شده‌ها: فلش‌هایی از دهه پنجاه(۲۰۰۰)
- کریسمس و چگونه آن را زنده نگه دارید: خنده (۲۰۰۳)
- هشتاد سال طراحی جلد کتاب (۲۰۰۹)[۲]
- ای تا زد نخوردن(۲۰۱۴)